# カナロコ星人
カナロコ星人は神奈川県にある神奈川新聞社の公式サイトのカナロコのマスコットキャラクター。

## 特徴
カナロコ星に住むという楽しげな住人。モットーは「がんばらない」。最近、地球にもよく顔をだしているが、はっきりとした目的や詳しい動機は不明。新しいもの、美味しいものが大好きで好奇心が旺盛。本気をだすとすごいらしい。

## プロフィール・設定
- 名前:カナロコ星人（かなろこせいじん）
- 住まい:常夏惑星カナロコ星
- 誕生日:2月1日
- 年齢:不詳
- 性別:不明
- 血液型:AB型
- 身長:1メートル
- 体重:50キロ
- 足のサイズ:靴をはかないので、計ったことがない
- 視力:両目3.0
- 趣味:ウクレレ演奏、海辺でフラダンス
- 主義:頑張らない
- 性格:のんき、楽天家
- 好物:ロコモコ
- 夢:自分をモデルにしたキャラクターグッズを作ること

## エピソード
- 横浜沖に現れた船の煙突から花火とともに打ち上げられ、神奈川県内全域に散らばっていく様子が確認されている。

「カナロコ星人襲来？」
- 疲れているときにパソコンのキーボードや携帯電話の隙間から現れた記録がある。「カナロコ星人増殖！」

## 経緯
- 2005年、神奈川新聞社の公式サイト「カナロコ」のイメージキャラクターとしてデビューしている
- 2008年4月に神奈川新聞社神奈川新聞の公式キャラクターに抜擢された。